# Verspätungszuschlag (Deutschland)
Ein Verspätungszuschlag ist im deutschen Recht eine steuerliche Nebenleistung i. S. d. § 3 Abs. 4 AO, die gegen denjenigen festgesetzt werden kann, der eine erforderliche Steuererklärung unentschuldbar nicht oder nicht fristgerecht abgibt. Die Rechtsgrundlage ist § 152 AO. Der Zweck des Verspätungszuschlags findet sich in seiner Eigenschaft als besonderes finanzielles Druckmittel der Finanzverwaltung mit präventivem Charakter zur Sicherung eines zügigen und ordnungsgemäßen Veranlagungsverfahrens. Liegen die Voraussetzungen vor, hat die Finanzbehörde ein Ermessen, ob und ggf. in welcher Höhe sie einen Verspätungszuschlag festsetzt, wobei bestimmte Höchstgrenzen zu beachten sind. Kein Ermessensspielraum jedoch besteht bei einer Verspätung von mehr als 14 Monaten.
Der Verspätungszuschlag wegen nicht fristgerechter Abgabe der Steuererklärung ist zu unterscheiden vom Säumniszuschlag, der bei nicht fristgerechter Zahlung der Steuer erhoben wird, und von den Steuerzinsen, die von der Zeitdauer seit Entstehung der Steuer abhängig sind.

## Voraussetzungen für die Festsetzung
Ein Verspätungszuschlag kann unter den folgenden Voraussetzungen festgesetzt werden:
- Nichtabgabe oder verspätete Abgabe der Steuererklärung:

Die Pflicht, bzw. die Frist zur Abgabe der Steuererklärung werden durch Gesetz vorgegeben, können aber auch im Einzelfall durch einen Verwaltungsakt gesetzt oder verlängert werden. Nur wenn eine Verpflichtung zur Abgabe der Erklärung besteht und sowohl die gesetzliche, als auch die einzeln vorgegebene Frist verstrichen sind, wurde die Erklärung nicht, bzw. verspätet abgegeben.
- Unentschuldbarkeit der Verspätung:

Ein Verspätungszuschlag darf nicht festgesetzt werden, wenn die fehlende bzw. verspätete Abgabe der Steuererklärung entschuldbar erscheint (§ 152 Abs. 1 Satz 2 AO). Die Frage, wann ein Versäumnis entschuldbar erscheint, lässt sich nur im Einzelfall unter Berücksichtigung aller Umstände entscheiden. Regelmäßig wird jedoch ein unentschuldbares Versäumnis angenommen, wenn die Steuererklärungen wiederholt nicht oder nicht fristgemäß abgegeben wurden oder die von der Finanzbehörde bewilligten Fristen nicht eingehalten wurden.
Das Verschulden eines gesetzlichen Vertreters oder eines Erfüllungsgehilfen muss sich der Steuerpflichtige anrechnen lassen (§ 152 Abs. 1 Satz 3 AO). Erfüllungsgehilfen sind diejenigen, derer sich der Steuerpflichtige zur Erstellung und Abgabe der Steuererklärung bedient, also insbesondere auch Steuerberater.
Der Steuerpflichtige bzw. sein Vertreter muss die Gründe, die das Versäumnis entschuldbar erscheinen lassen, darlegen und glaubhaft machen.
- Entschließungsermessen der Finanzbehörde:

Die Finanzbehörde hat bei der Entscheidung, ob sie einen Verspätungszuschlag festsetzt, ihr Ermessen (Entschließungsermessen) pflichtgemäß auszuüben (§ 5 AO) und zu begründen. Dabei ist zunächst der Zweck des Verspätungszuschlags, die Art und der Umfang des Verschuldens, aber auch die Dauer und möglicherweise die Häufigkeit der Verspätung zu berücksichtigen.
Seit 2019 muss die Behörde zwingend einen Verspätungszuschlag festsetzen, wenn die Steuererklärung mehr als 14 Monate (bei Land- und Forstwirten 19 Monate) verspätet eingereicht wurde und zu einer Steuernachzahlung führt (§ 152 Abs. 2 AO).

## Höhe des Verspätungszuschlags
Die Höhe des Verspätungszuschlags steht teilweise im Ermessen der Behörde, wobei er aber 25.000 € nicht übersteigen darf (§ 152 Abs. 10 AO).
Durch das Gesetz zur Modernisierung des Besteuerungsverfahrens wurden mit Wirkung für Steuererklärungen, die nach dem 31. Dezember 2018 einzureichen sind, folgende Änderungen eingeführt sowie eine obligatorische Berechnung:
- Der Verspätungszuschlag beträgt für jeden angefangenen Monat 0,25 % der festgesetzten Steuernachzahlungen, mindestens jedoch 25 € monatlich; der Höchstbetrag bleibt bei insgesamt 25.000 €. Diese Berechnung erfolgt grundsätzlich ab dem 15. Monat, also z. B. für die Steuererklärung für 2018 ab März 2020[2] (für die Steuererklärungen für 2020 bis 2024 gelten infolge der wegen COVID-19-Pandemie bei den Steuerberatern angefallenen Arbeitsrückstände längere Fristen[3])
- Die Festsetzung kann unterbleiben bzw. der oben berechnete Betrag kann unterschritten werden, wenn die Steuer auf 0 € bzw. auf einen negativen Betrag festgesetzt wird oder sich keine Nachzahlungen ergeben.
- Bei steuerpflichtigen Personen, die davon ausgegangen konnten, keine Steuererklärungen abgeben zu müssen, wird der Verspätungszuschlag erst ab dem Monat berechnet, der der in der Aufforderung bezeichneten Erklärungsfrist folgt.
- Bei Steueranmeldungen liegt die Festsetzung vollkommen im Ermessen der Behörde, das nur durch den Höchstbetrag beschränkt wird; es liegt kein Ermessensfehler vor, wenn auch bei nur kurzfristig verspäteter Abgabe ein Verspätungszuschlag festgesetzt wird.

Je nach den Umständen des Einzelfalls gilt demnach grundsätzlich das Folgende:
- die Höhe des Verspätungszuschlags kann den durch die verspätete Abgabe der Erklärung gezogenen Vorteil erheblich übersteigen
- es kommt nicht darauf an, ob und in welcher Höhe ein Zinsvorteil erzielt wurde
- die Festsetzung ist auch möglich, wenn es aufgrund von Anrechnungsbeträgen zu einer Steuererstattung gekommen ist (steht im Ermessen der Behörde, z. B. bei wiederholten Verspätungen)
- es ist in schweren Fällen ermessensgerecht, den Verspätungszuschlag als angemessene Sanktion anzusetzen.

Für Veranlagungszeiträume bis 2017 darf der Verspätungszuschlag 10 % der festgesetzten Steuer oder des festgesetzten Messbetrags nicht übersteigen; für die Berechnung kommt es auf die gesamte festgesetzte Steuer, nicht auf den Nachzahlungsbetrag an.

## Festsetzung
Die Festsetzung erfolgt durch Verwaltungsakt – grundsätzlich zusammen mit dem Steuerbescheid, dem Steuermessbescheid oder einem sonstigen Grundlagenbescheid (§ 152 Abs. 3 und 4 AO). Bei verspäteter Abgabe einer Steueranmeldung wird der Verspätungszuschlag zwangsläufig gesondert festgesetzt.

## Rechtsbehelf und Änderungsantrag
Gegen die Festsetzung des Verspätungszuschlags kann Einspruch eingelegt und ein Antrag auf Aussetzung der Vollziehung gestellt werden.
Ändert sich die maßgebliche Steuerfestsetzung, ist auch der Verspätungszuschlag entsprechend zu ermäßigen oder zu erhöhen (§ 152 Abs. 12 AO). Im Übrigen sind die Steuerfestsetzung und die Verspätungszuschlagsfestsetzung formell nicht verbunden (denn der maßgebende Steuerbescheid ist hier kein Grundlagenbescheid). Nach Eintritt der Unanfechtbarkeit kann ein Antrag auf Herabsetzung oder Aufhebung des Verspätungszuschlags nach den allgemeinen Änderungsvorschriften (§ 130 AO, § 131 AO) gestellt werden.
Eine bezüglich dieses Antrags getroffene Entscheidung der Finanzbehörde, den bisher festgesetzten Verspätungszuschlag unverändert bestehen zu lassen, ist ein Verwaltungsakt, der seinerseits wiederum mit dem Einspruch anfechtbar ist.